# Gèr Gedoan
Gèr Gedoan was een muziekgroep uit het Noord-Brabantse Deurne, die voornamelijk in het Deurnes dialect zong. De bandleden waren voornamelijk afkomstig uit de Sint-Jozefparochie, een buurt in Deurne. De groep werd in 1993 door Tonny Wijnands opgericht als opvolger van de opgeheven Joy Riders. De muziekstijl valt als middle of the road ofwel easy listening te classificeren.
Gèr Gedoan speelde voornamelijk eigen repertoire of met eigen teksten op bestaande melodieën. Eén van hun nummers, Berensong, werd ook landelijk bekend als protestnummer tegen de maatregelen die Jozias van Aartsen, de minister van landbouw, in 1997 nam tijdens de varkenspest-crisis.
In 2009 maakte de groep bekend te gaan stoppen.

## Naam
De bandnaam is een weergave in dialect van gaarne gedaan oftewel graag gedaan.

## Bandleden
- Tonny Wijnands (1993 - 2009)
- Frans van der Heijden (1993 - 2009)
- Willy Reijnders (1993 - 2009)
- Michel Jacobs (2001 - 2009)
- Sjaak Kuijpers (1993 - 1995)
- Coen Jansen (1995 - 2001)

## Discografie
Albums
- Veul herinneringen (1994)
- Alles kumt goe! (1999)
- D'n Bèèr is los! (2002)
- Wannen Tajd (2005)
- 12 1/2 jaar Gèr Gedoan (2005)

Singles
- Roende Heidi (2000)

Bijdragen aan albums
- De Brabant Bont-ste 5 (1995)
- Nederlandstalige smartlappen, vol. 2
- Brabant is mijn lève 1 (2004)
- Brabant is mijn lève 2 (2004)
- Polonaise 2005 (2005)

DVD
- Wannen tajd (2005)